# 길 위의 소녀
「길 위의 소녀」는 델핀 드 비강이 쓴 장편소설이다.

## 책 정보

### 프랑스
총 1권, 285쪽으로 Éditions Lattès에서 No et moi라는 제목으로 2007년 8월 22일에 발매했다.

- ISBN 2-7096-2861-9

### 대한민국
총 1권, 288쪽으로 김영사에서 2009년 6월 20일 발매했다.

- ISBN 978-89-349-3503-2(국립중앙도서관)

## 수상내역
- 2008년 프랑스 서점 대상 수상
- 로터리 상 수상
- 리르 소설상 수상
- 솔리다리테 수상
- 공쿠르상 노미네이트